# Mosholatubbee
Mushulatubbee -"el que elimina i mata"- (finals s. XVIII-1838) fou un cabdill choctaw. El 1812 ajudà Andrew Jackson en la guerra contra els creek i signà els tractats de Chowtaw Trading House del 24 d'octubre del 1816 i de Treaty Ground de 18 d'octubre del 1820. El desembre del 1824 encapçalà la delegació choctaw que visità Washington, i el 26 de setembre del 1830 signà el de Dancing Rabbit Creek, pel qual cedia bona part de la terra choctaw i marxava a Oklahoma. Va morir de verola a Arkansas.